# كوري وليمز (لاعب كرة سلة مواليد 1977)
كوري وليمز (بالإنجليزية: Corey Williams)‏ مواليد 3 أغسطس 1977 في نيويورك، هو لاعب كرة سلة أمريكي. بدأ مسيرته الاحترافية في سنة 1999. بلغ طوله 6 قدم 3 بوصة (1.9 م). لعب مع شوليه باسكت في الدوري الفرنسي لكرة السلة الدرجة الأولى.

## روابط خارجية
- كوري وليمز على موقع كلية كرة السلة في سبورتس رفرنس.كوم (الإنجليزية)
- كوري وليمز على موقع بروبوليرز (الإنجليزية)
- كوري وليمز على موقع سبورتس رفرنس (الإنجليزية)
- كوري وليمز على موقع سبورتس رفرنس (الإنجليزية)